# Przypór (Beskid Śląski)
Przypór (też: Zrąb Bobrowski; 1008 m n.p.m.) – szczyt w masywie Baraniej Góry w Beskidzie Śląskim. Znajduje się w nim między Przysłopem i Czarnym.
Na północ Przypór opada niskim grzbietem do Białej Wisełki. Grzbiet ten oddziela dolinki dwóch potoków: Potok Bobrowski i Czarny. W jego dolnej części znajduje się polana z należącym do miasta Wisły kilkudomowym przysiółkiem Bobrów. Południowo-wschodnie stoki Przyporu opadają do potoku Wolny.
Nazwa szczytu jest pochodzenia wołoskiego. Spotykana jest dość rzadko w Beskidach, zarówno polskich jak słowackich (Pripor). Oznacza górę o stromym zboczu, inaczej Styrk.
Przypór jest porośnięty lasem, ale na obydwu jego stokach są duże polany lub wiatrołomy. Jego stokami biegnie droga leśna zwana Książęcą Drogą, tworząca zamkniętą pętlę wokół jego wierzchołka. W całości znajduje się w granicach miasta Wisły w województwie śląskim, powiecie cieszyńskim.